# Djurö räddningsvärn

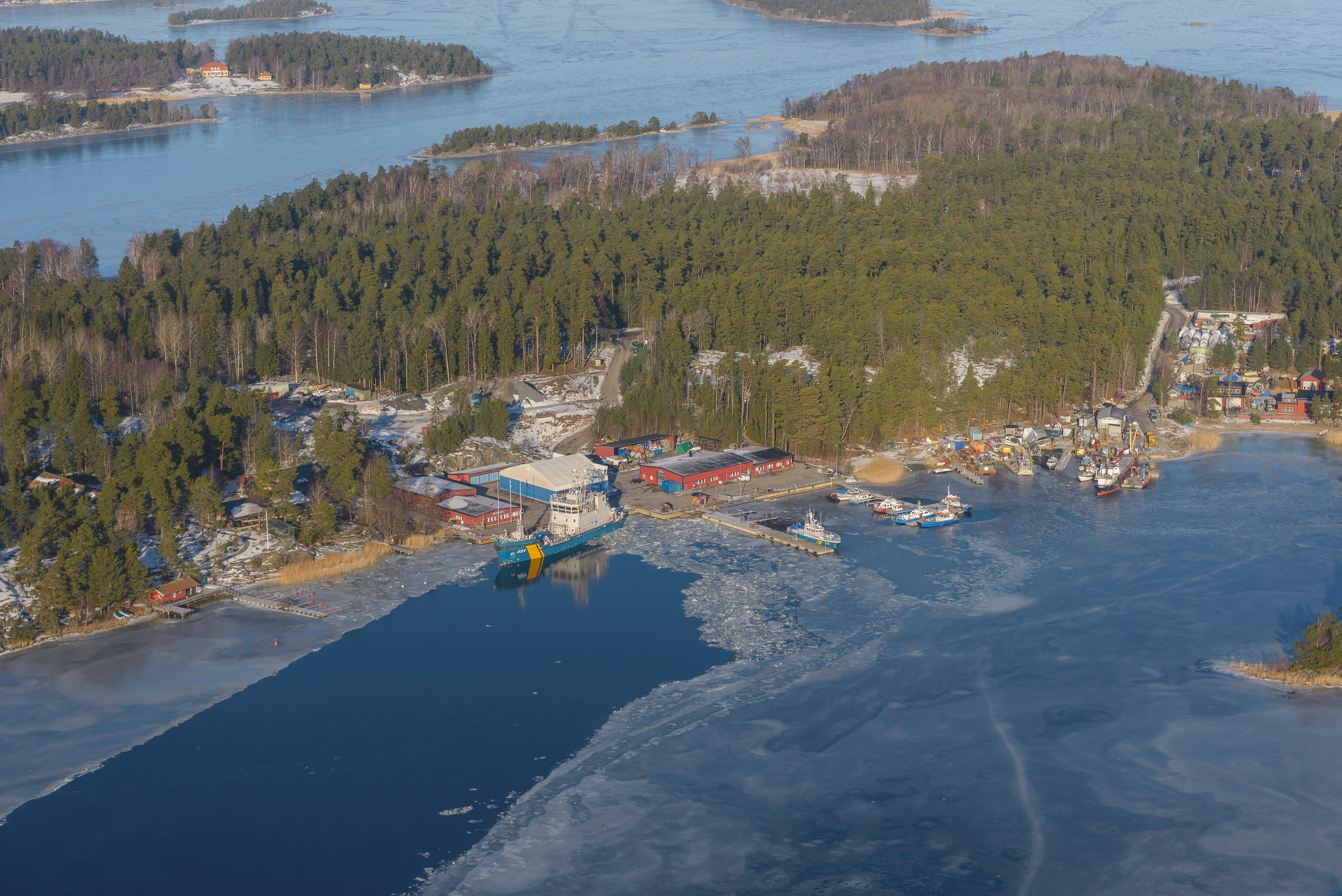
Kuststation Djurö, februari 2013

Djurö räddningsvärn är ett räddningsvärn i Djurhamn på Djurö i Värmdö kommun, som ingår i Storstockholms brandförsvar.
Djurö räddningsvärns brandstation ligger sedan 2015 i Djurö Räddningscenter vid Djuröhällsvägen, där den idag är samlokaliserad med Kustbevakningens Kuststation Djurö och Sjöräddningssällskapets Räddningsstation Värmdö.
Brandvärnet bildades 1993, då den ersatte deltidskåren på Djurö.
Stationen har en modern vagnpark med en släck/räddningsbil Scania från 2012, anropsnummer 2 36-4410, samt en personbil Volvo V70 2009, anropsnummer 2 36-4470, samt en livräddningsbåt och en släpspruta.
Djurö räddningsvärn har 50-60 larm per år.

## Historik
År 1948 bildades en frivillig brandkår på Djurö och inköptes en Willys Jeep som brandbil. År 1951 flyttade brandkåren in i en brandstation på Djurö Kyrkväg i dåvarande kommunhuset. Brandkåren köpte i slutet av 1960-talet en begagnad Volvo gruvbrandbil från Gällivare. Släckbilen har sedan ersatts i flera omgångar, senast 2021 med en Scania årsmodell 2012 från Värmdö brandstation.
Mellan 1974, då Värmdö storkommun bildades och 1993 var brandåren en deltidbrandkår med tre grupper med fem i varje grupp. Brandkåren ingick 2006–2009 i Södra Roslagens Brandförsvarsförbund och från 2009 i Storstockholms Brandförsvar.